# Hylaeus alocaspidus
Hylaeus alocaspidus är en biart som beskrevs av Roy R. Snelling 1975. Hylaeus alocaspidus ingår i släktet citronbin, och familjen korttungebin. Inga underarter finns listade i Catalogue of Life.